# Mame Coura Bâ Thiam
Mame Coura Bâ Thiam ou Mame Coura Ba Thiam est une femme politique du Sénégal née en 1949 et morte le 2 septembre 2019.

## Biographie
Mame Coura Bâ Thiam, née en 1949 est enseignante de formation. Avant d'être nommée ministre de la culture dans le gouvernement du premier ministre Habib Thiam entre le 2 juin 1993 et le 15 mars 1994, elle est proviseure du lycée Ameth Fall de Saint Louis. Après avoir quitté le gouvernement, elle est nommée ambassadrice du Sénégal en Allemagne,,,.